# Stanisław Szopiński

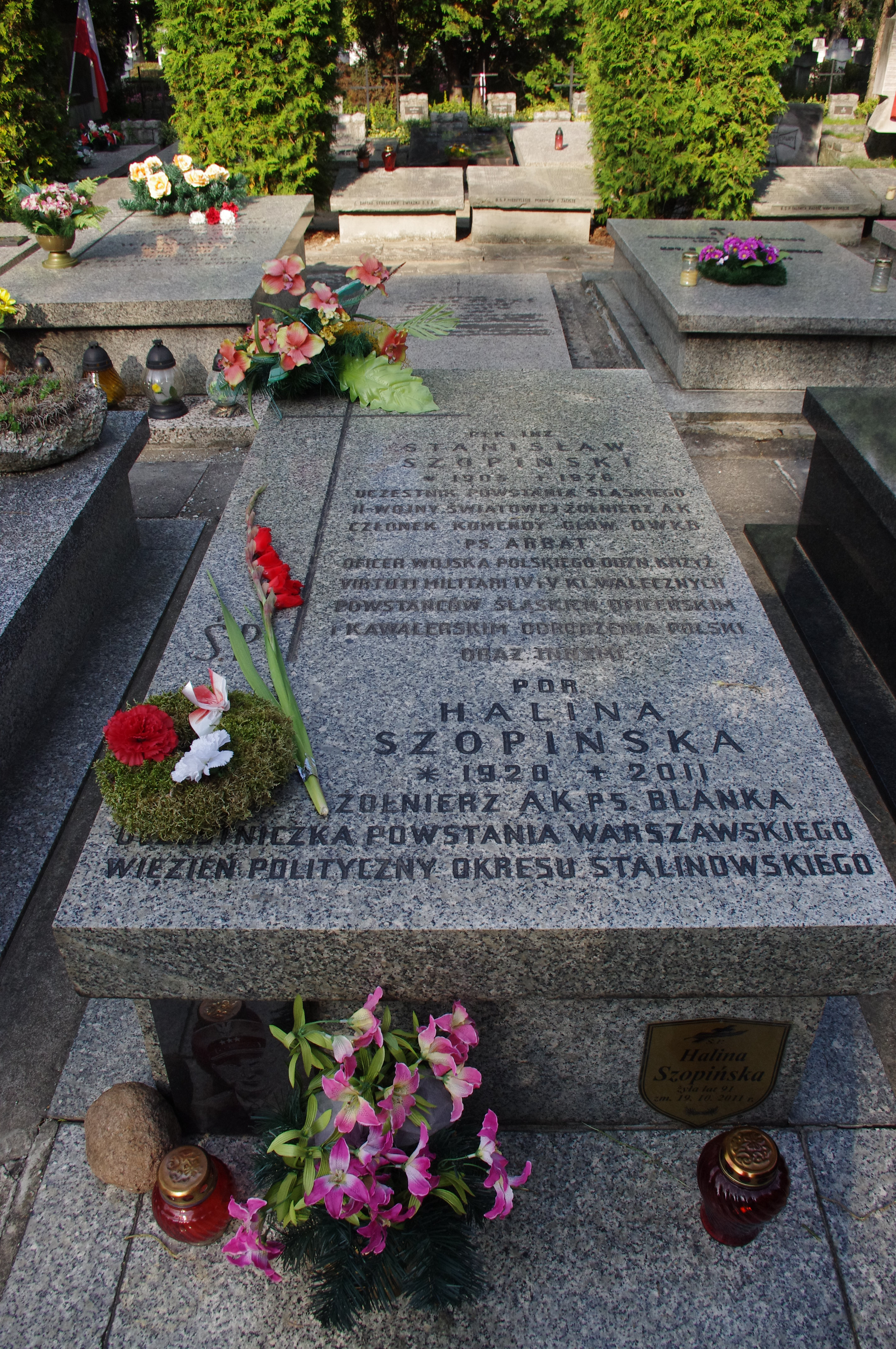
Grób pułkownika Stanisława Szopińskiego na Cmentarzu Wojskowym na Powązkach

Stanisław Jan Szopiński ps. Abradt, Abrat, Słomka (ur. 27 marca 1903 w Warszawie, zm. 16 grudnia 1976 w Warszawie) – pułkownik Wojska Polskiego, powstaniec śląski, działacz PPS, żołnierz ZWZ i AK, działacz społeczny. Dwukrotny kawaler Orderu Virtuti Militari.

## Życiorys
Syn Józefa (zm. 1943), urzędnika PKP, i Anny z domu Weifurter. Miał m.in. braci Tadeusza i Wacława oraz siostrę, Antoninę. Od 1917 w Pogotowiu Bojowym PPS i Polskiej Organizacji Wojskowej.
Brał udział w wojnie polsko-bolszewickiej w 1920 jako żołnierz 19 pułku piechoty i 6 pułku piechoty Legionów.  W III powstaniu śląskim walczył w grupie „Wawelberga”. Po zakończeniu działań wojennych ukończył Szkołę Podchorążych Rezerwy Piechoty w Komorowie (1923), Państwową Szkołę Budowy Maszyn i Elektrotechniki im. H. Wawelberga i S. Rotwanda w Warszawie, Wydział Budowy Maszyn uzyskując tytuł – inżyniera mechanika (1928). Pracował jako oficer mechanik w marynarce handlowej oraz w kolejnictwie. Współpracował z sekcją niemiecką polskiego wywiadu wojskowego. Był w stopniu kapitana rezerwy. W 1939 roku współorganizował Korpus Zaolziański. Walczył w kampanii wrześniowej.
Podczas okupacji budował konspiracyjny Związek Powstańców Niepodległościowych, który po kilku transformacjach wszedł w 1943 roku w skład  Organizacji Wojskowej – Kadra Bezpieczeństwa. Członek Żegoty. Był również odpowiedzialny za pomoc zbrojną udzielaną przez OW KB i otrzymywaną przez Żydowski Związek Wojskowy podczas powstania w Getcie Warszawskim. Niezależnie od działalności w formacjach wojskowych, był szefem Referatu Informacyjnego Wydziału Bezpieczeństwa Delegatury Rządu na Kraj na miasto Warszawę.
W powstaniu warszawskim walczył w składzie OW KB. W połowie sierpnia 1944 r. na rozkaz KG OW KB opuścił Warszawę i przedarł się do Lublina do Ludowego Wojska Polskiego. Służył w 2 batalionie KBW. Został aresztowany w listopadzie 1944 r. następnie w styczniu 1945 r. uwolniono go, aby w kwietniu ponownie aresztować i skazać 7 lipca 1947 wyrokiem Wojskowego Sądu Rejonowego w Warszawie na 6 lat więzienia oraz na degradację z podpułkownika na szeregowego.
Następnie, w 1950 roku, w związku ze sprawą K. Gąsiorowskiego postawiono mu nowe zarzuty. Sąd Najwyższy wyrokiem z 11 maja 1953 roku zamienił wyrok kary śmierci na dożywotnie więzienie oraz utratę praw publicznych i honorowych na zawsze.
Został zwolniony przedterminowo z więzienia we Wronkach 19 sierpnia 1956 roku. 1 kwietnia 1957 roku wraz z oskarżonymi w jego procesie L. Iwickim, K. Gnatowskim, R Stępkowskim i A. Sobczykiem został uniewinniony i rehabilitowany przez Sąd Wojewódzki dla m. st. Warszawy. Został w 1957 przeniesiony do rezerwy.
W roku 1974 uzyskał stopień pułkownika.

## Odznaczenia
Wg PSB:
- Order Virtuti Militari (IV i V klasy)
- Krzyż Niepodległości (1938)
- Order Odrodzenia Polski (V klasy)
- Krzyż Walecznych (czterokrotnie)
- Złoty i Srebrny Krzyż Zasługi
- Krzyż na Śląskiej Wstędze Waleczności i Zasługi (II stopnia – 1927)
- Medal Dziesięciolecia Odzyskanej Niepodległości
- Gwiazda Górnośląska
- Krzyż Wołynia (II stopnia – 1932)